# Diário Catarinense
El Diário Catarinense, también conocido como DC, es un periódico brasileño publicado en el estado de Santa Catarina. Fundado el 5 de mayo de 1986, tiene formato tabloide y su sede se encuentra en Florianópolis. Es editado por NSC Comunicação, propiedad del Grupo NC.